# صبری جاب‌الله
صبری جاب‌الله (عربی: صبري جاب الله؛ زادهٔ ۲۸ ژوئن ۱۹۷۳) یک بازیکن فوتبال اهل تونس است.
وی همچنین در تیم ملی فوتبال تونس بازی کرده‌است.